# Siedlisko (Grande-Pologne)
Pour les articles homonymes, voir Siedlisko.
Siedlisko (prononciation : [ɕeˈdliskɔ], en allemand : Stieglitz) est un  village polonais de la gmina de Trzcianka dans le powiat de Czarnków-Trzcianka de la voïvodie de Grande-Pologne dans le centre-ouest de la Pologne.
Il se situe à environ 10 kilomètres au sud-ouest de Trzcianka (siège de la gmina), à 16 kilomètres au nord-ouest de Czarnków (siège du powiat), et à 75 kilomètres au nord-ouest de Poznań (capitale de la Grande-Pologne).

## Histoire
De 1975 à 1998, le village faisait partie du territoire de la voïvodie de Piła.

Depuis 1999, Siedlisko est situé dans la voïvodie de Grande-Pologne.
Le village possède une population de 1 000 habitants en 2005.